# 우란프로옉트

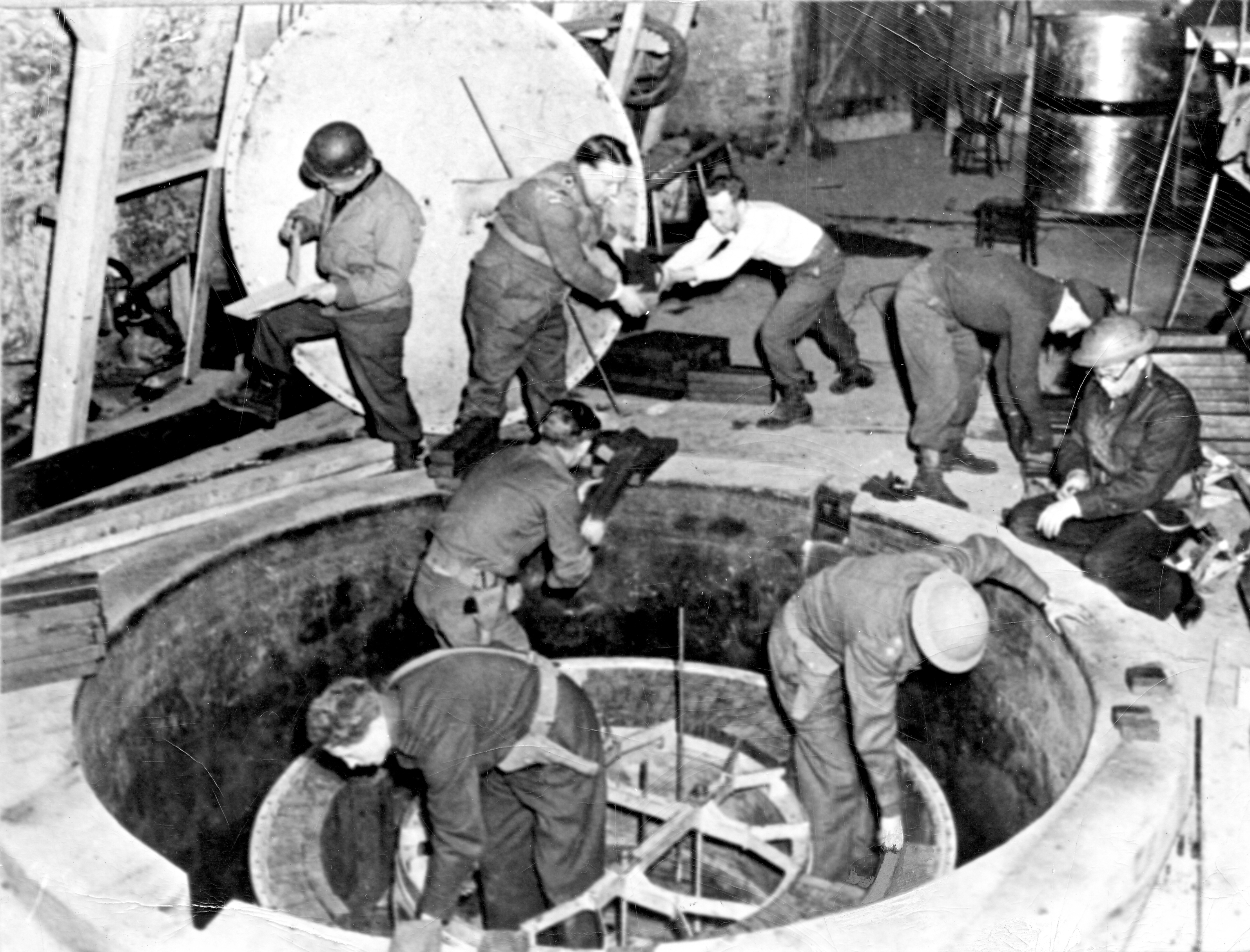

우란프로옉트(독일어: Uranprojekt)는 제2차 세계 대전 당시 추진된 나치 독일의 핵개발 계획이었다.

## 역사

### 제2차 세계 대전
1차 시도
1939년 4월 최초의 핵개발을 시작했다. 1938년 12월 핵분열 현상이 발견된 지 한달 뒤였다. 그러나 한달간 연구하다가 독일의 폴란드 침공으로 유명한 물리학자들이 베어마흐트에 징병되었기 때문에 연구가 종료되었다.
2차 시도
2차 핵개발은 1939년 9월 1일 시작되었다. 독일이 폴란드를 침공한 날이다. 프로그램은 원자로, 우라늄과 중수 생산, 우라늄동위원소라는 3가지 목표로 점차 확장되었다.

### 전후
세계 대전에 패전한 독일은 핵무기 개발은 하지 않았지만 실질상 핵무기 개발이 가능한 기술력을 보유한 국가다. 세계 대전 당시 간교한 나치는 하이젠 베르크라는 과학자 등을 동원하여 나치의 핵개발 프로젝트인 '우라늄 클럽'을 만들게 하여 핵개발을 연구하였다.(일설에 의하면 그 시기는 1939년 때 부터라고 한다.) 그러나 세계 대전중에 독일은 핵무기 개발을 하지 못하였고 하이젠 베르크는 세계 대전이 끝난후 핵무기 재무장 등의 계획을 반대하였다. 그러한 독일 학자들의 주장은 이른바 '괴팅엔 선언'으로 불리었다. 그러나 현재 독일은 벨기에, 네덜란드, 이탈리아, 터키와 NATO(북대서양 방위 조약 기구)가입국가다. 독일은 세계 대전 당시에도 원자폭탄 제조에 사용되는 우라늄 등의 물리학, 화학 연구가 진행되었기에 핵무기 개발의 관한 경제적, 제반적 능력이 있었다면 어쩌면 세계 대전에서 독일이 승리했을지도 모르는 역사가 진행되었을지도 모른다. 세계 대전 당시에 나치 독일의 핵무기 개발을 막고자 하는 노력은 영국의 스릴라드라는 물리학자가 진행한 사실이
있다. 그는 독일 베를린 대학의 스승 아인슈타인과 나치 독일의 핵무기 개발을 막기위해 벨기에 대사에게 나치 독일에게 핵무기 개발 원소인 우라늄이 옮겨지는 일을 막는 일들을 이행하려고 하였으나 미국의 루스벨트 대통령의 비공식 고문인 작스의 제의로 직접 루스벨트 대통령에게 1939년 8월 2일에 보내질 편지를 작성하였다. 아인슈타인이 서명한 이 편지는 미국의 핵무기 개발의 결정적인 영향력을 발휘하기도 하였지만 아인슈타인은 대량살상무기 규모의 막대한 인명의 피해를 주는 형태로 자신의 노력이 이루어진것에 후회한 적도 있다고 한다. 이러한 노력으로 미국 루스벨트 대통령은 핵무기 개발을 독일보다 먼저 하여 세계 대전의 승전보를 이루고자 하였고 결국 세계 대전은 연합국가의 승리로써 끝이 난다.

## 같이 보기
- 일본의 핵무기 개발
- 페이퍼클립 작전